# Шидловецкий, Кшиштоф
Кшиштоф Шидловецкий (пол. Krzysztof Szydłowiecki; 1467, Шидловец — 30 декабря 1532, Краков) — государственный деятель Королевства Польского, подскарбий надворный коронный в 1507—1510, каштелян сандомирский с 1509, подканцлер коронный с 1511, канцлер великий коронный с 1515, генеральный староста краковский с 1515, воевода краковский в 1515—1527, каштелян краковский с 1527. Староста серадзский, новокорчинский, гостынинский, сохачевский и луковский, граф шидловецкий.

## Биография
Старший сын бургграфа и старосты краковского Станислава Шидловецкого (ок. 1405—1493) и его второй супруги Софии Годзиковской, брат Николая. Дед первого несвижского ордината Николая Христофора Радзивилла.
Руководил внешней политикой Польского государства в период правления Сигизмунда I Старого. Был сторонником Габсбургов и создания антитурецкой лиги. Вступил в Орден Дракона и получил от императора Максимилиана I герб «Одровонж» и титул графа.
В 1515 году совместно с епископом Петром Томицким разработал соглашение с Габсбургами, что привело к состоявшейся в том же году встрече трёх монархов в Вене. Был политическим противником королевы Боны. Инициатор четырёхлетнего перемирия с Альбрехтом Гогенцоллерном, заключенного 5 апреля 1521 года.
В 1514 году за 10 тысяч флоринов приобрёл город Опатув, где в церкви святого Мартина и был похоронен. Скульптурное надгробие Кшиштофа Шидловецкого выполнено в мастерской Бартоломео Береччи при участии Джованни Чини и украшено знаменитым бронзовым барельефом.
Среди прочих деятелей своего времени изображён на картине Яна Матейко «Прусский оммаж».

## Галерея
- Кшиштоф Шидловецкий (Liber genesos illustris Familiae Shidlovicae)
- Получение Кшиштофом Шидловецким герба Одровонж от императора Максимилиана I.
- Эффигия Кшиштофа Шидловецкого в Опатуве (XVI век)
- Лицо Кшиштофа Шидловецкого на эффигии
- Герб Кшиштофа Шидловецкого (Liber genesos illustris Familiae Shidlovicae)
- Кшиштоф Шидловецкий и Марцин Шидловецкий (Liber genesos illustris Familiae Shidlovicae)
- Барбара Старосельская из герба Абданк, первая жена Станислава Шидловецкого (Liber genesos illustris Familiae Shidlovicae)
- София из Гоздикова из герба Лебедь мать Кшиштофа Шидловецкого (Liber genesos illustris Familiae Shidlovicae)
- Станислав Шидловецкий отец Кшиштофа Шидловецкого (Liber genesos illustris Familiae Shidlovicae)
- Миколай Шидловецкий и Якуб Шидловецкий (Liber genesos illustris Familiae Shidlovicae)
- Пётр Шидловецкий (Liber genesos illustris Familiae Shidlovicae)